# تهران مصور
تهران مصور با مطالب متنوع و مختلف اجتماعی، سیاسی، اقتصادی و هنری در هزار شماره و در قالب چهار دوره از سال ۱۳۰۸ تا سال ۱۳۶۰ منتشر شده‌است.

## تاریخچه
فعالیت مجله تهران مصور به چهار دوره تقسیم می‌شود که اولین دوره به صاحب امتیازی عباس نعمت از ۱۳۰۸–۱۳۲۰ در تهران در ۱۶ صفحه و با قطع وزیری بزرگ، روزهای شنبه هر هفته منتشر می‌شد. 
مقالات آن عمدتاً اجتماعی، تاریخی و فکاهی و شامل اخبار روز بود و به لحاظ محتوا نشریه خوبی به‌شمار می‌رفت. تهران مصور در ۱۳۲۰ شمسی برای مدتی تعطیل شد.
از خرداد ماه ۱۳۲۱ به صاحب امتیازی احمد دهقان منتشر شد و پس از ترور و قتل احمد دهقان، در ۱۳۲۹ مهندس والا صاحب امتیاز و محمود رجاء سردبیر آن شدند. 
در این دوره نویسندگانی چون: سیامک پورزند، حسین سرفراز، اسماعیل رائین، لعبت والا، منوچهر محجوبی، اسماعیل یگانگی و صدرالدین الهی با این مجله همکاری داشتند.

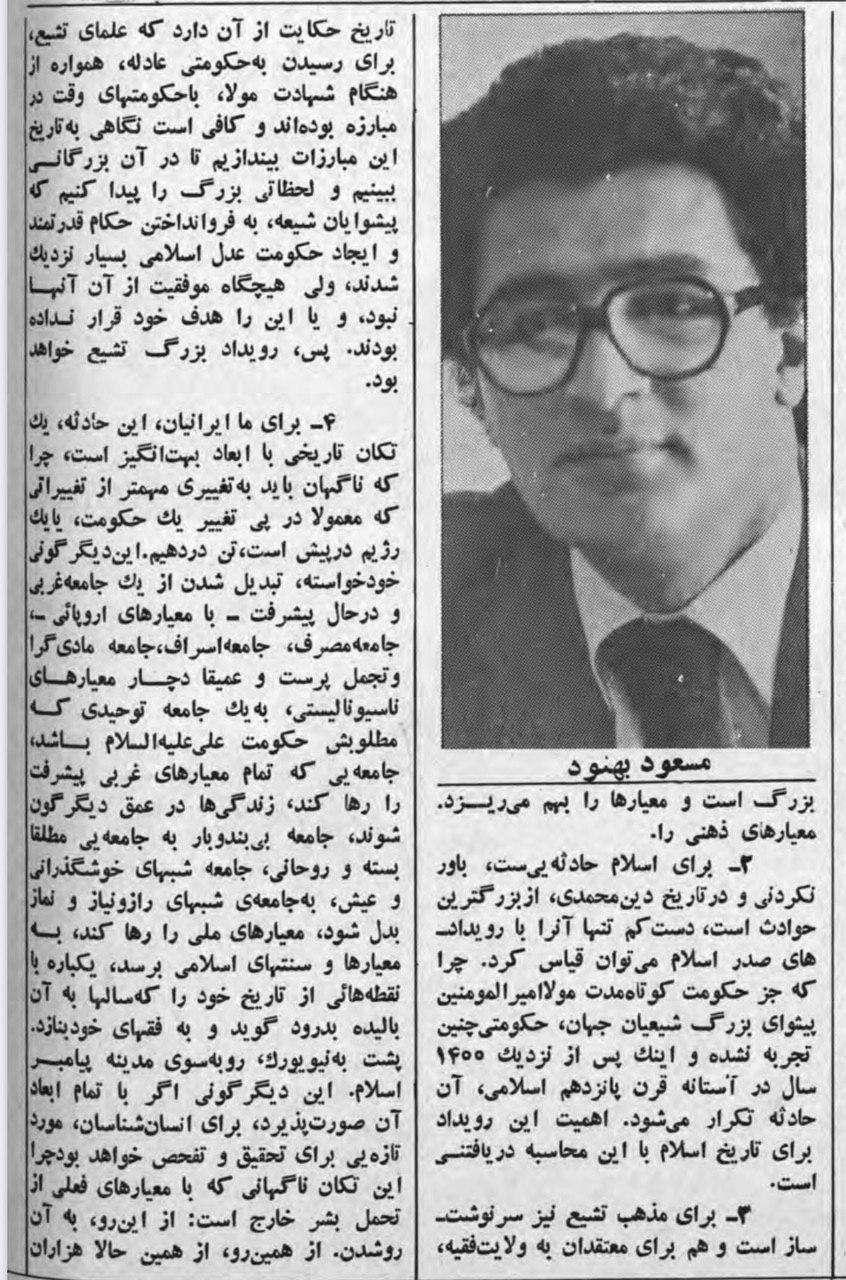
متن مسعود بهنود سردبیر تهران مصور پس از همه‌پرسی نظام جمهوری اسلامی در ایران در سال ۱۳۵۸

ستار لقائی در اواسط دهه ۱۳۴۰ سردبیر این نشریه می‌شود و با افرادی چون: علی اصغر افراسیابی، هادی خرسندی، حسن شهرزاد، احمد اللهیاری و کریم میرزالو همکاری می‌کند و این تیم تا سال ۱۳۵۳ به فعالیت خود ادامه می‌دهد. در ۲۹ مرداد ۱۳۵۳ به دستور عباس هویدا ۵۲ روزنامه و هفته نامه و ماهنامه تعطیل می‌شود و عبدالله والا نیز مجله را می‌بندد و این حرفه را کنار می‌گذارد تا شهریورماه ۱۳۵۷ که مجله تهران مصور دوباره با مدیریت او شروع به کار می‌کند و سردبیری آن را مسعود بهنود به عهده می‌گیرد.
شورای انقلاب فرهنگی با تصویب لایحه مطبوعات در تابستان ۱۳۵۸ شمسی از انتشار این مجله، به دلیل وابستگی به ساواک، جلوگیری کرد.